# 柳纪纲
柳纪纲（？—），男，中华人民共和国政治人物，曾任北京市人民政府副秘书长、办公厅常务副主任、党组副书记，北京市人大常委会秘书长、党组成员、副主任。